# Is This Love (canção de Survivor)
“Is This Love” é uma canção da banda de rock estadunidense Survivor. A canção foi lançada em 1 de outubro de 1986 como o primeiro single do sexto álbum de Survivor, When Seconds Count. “Is This Love” foi escrita pelo tecladista Jim Peterik e pelo guitarrista Frankie Sullivan. Peterik explicou “Is This Love” da seguinte maneira: “Essa é outra canção que escrevi por experiência própria. ‘Nós corremos por aquelas ruas cruéis, becos sem saída onde a moeda do amor muda de mãos, todo toque, nenhum sentimento, apenas mais uma noite,’ todos nós sentimos isso. Senti isso quando estava namorando, viajando e relacionamentos vazios que você sabia que não iriam a lugar nenhum. O que é o amor? É um cara questionando isso.” Em janeiro de 1987, “Is This Love” alcançou a nona posição na Billboard Hot 100.

## Gráficos
| Gráfico de fim de ano (1987)   | Posição |
| ------------------------------ | ------- |
| US Top Pop Singles (Billboard) | 78      |